# Atheta elongatula
Atheta elongatula es una especie de escarabajo del género Atheta, familia Staphylinidae. Fue descrita científicamente por Gravenhorst en 1802.
Habita en Reino Unido, Noruega, Suecia, Austria, Ucrania, Países Bajos, Alemania, Finlandia, Luxemburgo, Francia, Polonia, Italia, Estonia, Dinamarca, Bélgica, Corea, Rusia, Letonia, Bielorrusia, Suiza y los Estados Unidos.